# Associação de Universidades Amazônicas
A Associação de Universidades Amazônicas é uma sociedade civil, não governamental, sem fins lucrativos. Ela é definida como uma rede universitária com um caráter de agência de cooperação que tem como objeto e âmbito de atuação a Amazônia continental.
UNAMAZ foi criada em 18 de setembro de 1987, fruto de recomendações de cientistas, professores e pesquisadores dos oito países do Tratado de Cooperação Amazônica – TCA, reunidos durante o Seminário Internacional Alternativas de Cooperação Científica, Tecnológica e Cultural entre Instituições de Ensino Superior dos Países Amazônicos – CITAM, promovido pela Universidade Federal do Pará – UFPa através de sua Assessoria de Relações Nacionais e Internacionais – ARNI. Desse evento nasceu a ideia de se criar um organismo catalisador de esforços para promover a produção do conhecimento necessário ao desenvolvimento sustentável da Região, potencializar a atuação das instituições amazônicas de educação superior e de pesquisa e fomentar a melhoria da qualidade dos recursos humanos da Região.
Segundo seu estatuto a UNAMAZ entende como sua missão "Promover a cooperação e a integração acadêmica para fortalecer, como bem público, a educação superior, pesquisa científica e interação social para o desenvolvimento humano sustentável da Pan-Amazônia, com pertinência social e ambiental."
Hoje (2010) a Associação tem 68 instituições membro nos 8 países sul-americanos que formam a bacia amazônica: Bolívia, Brasil, Colômbia, Equador, Guyana, Peru, Suriname e Venezuela.
No dia 10 de janeiro de 2024, a Organização do Tratado de Cooperação Amazônica (OTCA) realizou reunião sobre a Associação de Universidades Amazônicas (UNAMAZ), marcando a retomada do diálogo entre os Países Amazônicos a respeito da reativação da UNAMAZ, no âmbito da OTCA.
O encontro ocorreu em conformidade com o parágrafo 20 da Declaração de Belém, assinada durante a IV Cúpula dos Presidentes dos Estados Partes no Tratado de Cooperação Amazônica (TCA-1978). Ali se destaca a importância de retomar o diálogo e a cooperação entre a OTCA e a UNAMAZ, considerada como um espaço privilegiado para a gestão do conhecimento e da informação científica e tecnológica na Amazônia.
O Professor Dr. José Seixas Lourenço, ex-reitor da UFPA, é o fundador e atual presidente honorário da UNAMAZ.